# Newcomb
Newcomb (navaho Bis Deezʼáhí) és una concentració de població designada pel cens dels Estats Units a l'estat de Nou Mèxic. Segons el cens del 2000 tenia 387 habitants.

## Demografia
Segons el cens del 2000, Newcomb tenia 387 habitants, 123 habitatges, i 84 famílies. La densitat de població era de 25,2 habitants per km².
Dels 123 habitatges en un 30,1% hi vivien nens de menys de 18 anys, en un 33,3% hi vivien parelles casades, en un 26,8% dones solteres, i en un 31,7% no eren unitats familiars. En el 27,6% dels habitatges hi vivien persones soles el 7,3% de les quals corresponia a persones de 65 anys o més que vivien soles. El nombre mitjà de persones vivint en cada habitatge era de 3,15 i el nombre mitjà de persones que vivien en cada família era de 3,95.
Per edats la població es repartia de la següent manera: un 33,6% tenia menys de 18 anys, un 8,3% entre 18 i 24, un 26,4% entre 25 i 44, un 23% de 45 a 60 i un 8,8% 65 anys o més.
L'edat mediana era de 32 anys. Per cada 100 dones de 18 o més anys hi havia 87,6 homes.
La renda mediana per habitatge era de 16.500 $ i la renda mediana per família de 19.000 $. Els homes tenien una renda mediana de 30.833 $ mentre que les dones 34.205 $. La renda per capita de la població era de 8.584 $. Aproximadament el 52% de les famílies i el 48,6% de la població estaven per davall del llindar de pobresa.
El segons el cens dels Estats Units de 2010 el 83,20% dels habitants són nadius americans i el 13,70% blancs.

## Poblacions més properes
El següent diagrama mostra les poblacions més properes.